# Dag-Hammarskjöld-Gymnasium
Das Dag-Hammarskjöld-Gymnasium ist ein staatlich anerkanntes Gymnasium im Würzburger Stadtbezirk Frauenland. Die Privatschule, benannt nach dem ehemaligen UN-Generalsekretär Dag Hammarskjöld, hat (Stand Schuljahr 2024/25) etwa 600 Schüler.

## Geschichte
Das Gymnasium ist seit 2011 staatlich anerkannt und in Trägerschaft der evangelisch-lutherischen Kirche. Das Schulgebäude befindet sich im ehemaligen Schönborn-Gymnasium und ging aus dem städtischen Mozart-Schönborn-Gymnasium hervor. Nachdem zwischenzeitlich die Schülerzahlen beträchtlich abnahmen, kann seit 2017 eine kontinuierliche Entwicklung mit ca. 80 Neuaufnahmen jährlich verzeichnet werden.
Die Betriebsführung obliegt dem Diakonischen Werk Würzburg.
Als Schulleiter fungierten bisher:
- Hermann Berst (2011–2019)
- Günter Beck-Mathieu (seit 2019)[6]

## Schulprofil
Die Ganztagsschule bietet folgende drei Ausbildungsrichtungen an:
- Sozialwissenschaftliches Gymnasium
- Wirtschaftswissenschaftliches Gymnasium
- Naturwissenschaftlich-technologisches Gymnasium

Die Förderung in den naturwissenschaftlichen Fächern wurde zwischenzeitlich mehrfach preisgekrönt. Des Weiteren wird eine besondere Förderung der individuellen Persönlichkeit unterstrichen.

## Außerschulische Angebote
Zu außerschulischen Aktivitäten gehören Sportveranstaltungen, kulturelle Events, Exkursionen und gemeinnützige Projekte.